# Little Manhattan
Little Manhattan ist ein US-amerikanischer Familienfilm als Liebeskomödie aus dem Jahr 2005 und spielt im Manhattans Stadtteil Upper West Side von New York City.

## Handlung
Der fast elfjährige Gabe muss, seit er neun ist, die Trennung seiner Eltern miterleben. Als er in den Sommerferien einem Karate-Kurs beitritt, trifft er dort Rosemary, die er seit dem Kindergarten kennt, mit ihr zusammen alle Klassen in der Grundschule besuchte, sie dort aber nicht beachtete. Rosemary ist drei Monate älter als er und bereits elf Jahre. Beide bildeten beim Karatekurs ein Trainingspaar und er verliebt sich in sie. Von der ersten Liebe überwältigt, versucht er alles, um sie für sich zu gewinnen. Sie verbringen viel Zeit miteinander und erkundeten gemeinsam New York City. Rosemary stellt sich als Tochter reicher Seifenopern-Schriftsteller heraus. Als sie einen neuen Karate-Partner bekommt, wird Gabe eifersüchtig und beleidigt sie, was ihm sofort leid tut. Nun muss er ihr schnell seine Liebe gestehen, bevor sie in ein Sommerferienlager fährt und anschließend auf eine Privatschule wechselt.

## Soundtrack
Der musikalische Leiter Chad Fischer stellte den Soundtrack mit einer Reihe klassischer Rock-’n’-Roll- und Jazz-Songs sowie zeitgenössischer Musik zusammen:
- Only The Strong Survive – Elvis Presley
- Birdland – Ron Aspery
- When The Saints Go Marching In – The All Star Marching Band
- Kung Fu Fighting (Adrian Sherwood On-U-Remix) – Carl Douglas
- Sleepless In Brooklyn – Lazlo Bane
- Younger Yesterday – The Meadows
- New Fast – Aden
- Miserable Life – Chad Fischer und Lyle Workman
- Burning Flame – Richard Friedman
- Teach Me Tonight – Loston Harris
- Map Of My Heart – Chad Fischer
- Lonely Road – Everlast
- Polly Wolly Doodle – Susannah Blinkoff
- The Very Thought Of You – Nat King Cole
- Love – Matt White
- At Last – Etta James
- Love Grows (Where My Rosemary Goes) – Freedy Johnston
- In My Life – Matthew Scannell